# Wij slaven van Suriname
Wij slaven van Suriname is het boek van Anton de Kom (1898-1945), een Surinaamse anti-koloniale schrijver en nationalist. In het boek is de geschiedenis van Suriname beschreven. Het is voor het eerst gepubliceerd in 1934. De volledige tekst is beschikbaar op de website Digitale Bibliotheek voor de Nederlandse Letteren (DBNL). In 2018 gaf Stuart Rahan een beschouwing over de openingszin.

## Geschiedenis
Begin jaren dertig begon De Kom met het schrijven van Wij slaven van Suriname. Zijn eerste versie had hij af in 1931. Samen met de latere uitgever redigeerde De Kom zijn tekst meermaals om tot een tekst te komen die uitgegeven kon worden. Eind 1931 was de tekst klaar. De Kom ging echter terug naar Suriname en het duurde tot 1934 voor de eerste uitgave gepubliceerd werd. De eerste druk van Wij slaven van Suriname kwam in Nederland uit in 1934. In Suriname mocht het echter niet op de markt worden gebracht. In het voorwoord werd vermeld dat er enkele wijzigingen waren aangebracht in de tekst om uitgave mogelijk te maken. In hoeverre er daadwerkelijk sprake was van censuur, en in hoeverre deze tekst slechts een voorzorg was om de inlichtingendienst gerust te stellen is kwestie van debat. Het originele manuscript van deze uitgave is verloren gegaan.
Deze druk was na de Tweede Wereldoorlog niet meer beschikbaar. In de jaren zestig ontdekte een Surinaamse studente, Rubia Züschen, het boek in de universiteitsbibliotheek van de Universiteit Leiden. Vervolgens typte een groep studenten het boek over en stencilde het om het te verspreiden, een noodzakelijke (roofdruk), ook in Suriname. In 1971 verscheen daarop de tweede druk, met aantekeningen. Een 3e druk kwam uit in 1972. De 10e druk uit 2003 had een voorwoord van John Jansen van Galen en een extra voorwoord van Mildred Caprino. Het werd uitgebracht door RVU in samenwerking met Uitgeverij Contact (ISBN 90-254-9605-9).
In 2020 verscheen de 16e druk, met inleidingen van Tessa Leuwsha, Duco van Oostrum en Mitchell Esajas. Deze druk werd uitgegeven door Atlas Contact (ISBN 978-90-450-4109-4). Een editie voor het onderwijs kwam uit in 2022 in de reeks  Tekst in context, bezorgd door Henna Goudzand Nahar en Michiel van Kempen.

### Vertalingen en bewerkingen
- 1935 - vertaald als: Wir Sklaven von Surinam door Augusta de Wit. Moskau, Verlagsgenossenschaft ausländischer Arbeiter in der UdS0SR
- 1987 - vertaald als We slaves of Surinam. London, Zed ISBN 0-86232-453-X
- 2018 - Wij slaven van Suriname, in makkelijke taal, bewerking in eenvouding Nederlands: Jet Doedel; Amsterdam, Uitgeverij eenvoudig communiceren
- 2022 - Een editie voor het onderwijs in de reeks Tekst in context, bezorgd door Henna Goudzand Nahar en Michiel van Kempen

## Auteur
Anton de Kom werd geboren in 1898 in Paramaribo. Hij doorliep de hoogste opleiding destijds in Suriname, de mulo. Na sinds 1916  als beambte te hebben gewerkt vertrok hij in juni 1920 naar Nederland. Hij keerde december 1932 terug naar Suriname, waar hij werd gearresteerd en in mei 1933 op de boot terug naar Nederland gezet. In de Tweede Wereldoorlog schreef hij voor het verzet. Hij werd opgepakt en stierf op 24 april 1945 aan tuberculose in Kamp Sandbostel bij Bremervörde, een zogeheten buitenkamp van concentratiekamp Neuengamme. Een bijzonder wrang einde, omdat zijn vader als slaaf was geboren.

## Hoofdstukken
- 'Sranang', ons vaderland
- Het tijdperk der slavernij
- Het tijdperk der 'vrijheid'
- Weerzien en afscheid

## Verhaal
In de periode van landjepik in de zeventiende eeuw kwam Suriname in 1667 bij de Vrede van Breda definitief in Nederlandse handen. Het ontvolkte land werd verdeeld onder plantagehouders die met grote zeilschepen onderdeks slaafgemaakte arbeidskrachten aan bleven voeren. De opbrengsten van de verschillende tropische monoculturen waren sterk wisselend in de tijd doch op den duur verlieslatend. Toen vanwege de internationale politiek in de twee buurlanden de slavernij was afgeschaft, stond Suriname voor een problematische keus. Besloten werd de slavernij te verbieden in 1863; de vrijgemaakte mensen moesten echter nog tien jaar verplicht voor een plantage-eigenaar werken. De eigenaren van de slaven kregen 300 gulden per hoofd. Hun handelswaar, die opeens van gebrandmerkt vee werd gepromoveerd tot mens, ontving tot heden geen enkele compensatie. Na 1863 werd de financiële situatie in Suriname steeds onfortuinlijker. Experimenten met nieuwe tropische gewassen mislukten allemaal, waardoor het land tot de bedelstaf verviel. Veel Surinamers zochten hun heil buiten de landsgrenzen. Toen De Kom in december 1932 voor korte tijd terugkeerde, trof hij zijn land nog armoediger aan dan twaalf jaar ervoor, toen hij vertrokken was.

## Thematiek
Eeuwenlange slavernij. Slaven werden gehouden met de status van vee (dubbel gebrandmerkt) of dwangarbeiders in Nazi-Duitsland. Het was omstreden theologisch gefundeerd op Genesis 9:25. Op ontsnappen stond de doodstraf. Desondanks waren er bij de afschaffing van de slavernij circa vijfduizend Marrons, die in het oerwoud een vrij en zelfstandig bestaan hadden opgebouwd. De marrons waren in een eeuwenlange onbesliste oorlog verwikkeld met plantagehouders en het centrale gezag. De slaven hadden geen mensenrechten, totdat in 1863 de slavernij werd afgeschaft. De slavenhouders ontvingen 300 gulden per slaaf als compensatie. De tot slaaf gemaakten kregen geen enkele compensatie, ook niet postuum.

## Ontvangst in Nederland in 1934
Wij slaven van Suriname krijgt bij verschijning lof van onder meer de mensen van Forum, het invloedrijke literaire tijdschrift. Roerganger E. du Perron ziet er veel in. 'Het boek van De Kom is niet bedoeld als literatuur, maar is van bijzondere waarde, al was het alleen maar om wat het zijn wil: een kijk op Suriname en de geschiedenis van Suriname, van negerzijde', schreef hij in een recensie. 'Het enige wat men De Kom kan verwijten, is dat men nog wel tien keer meer had willen weten van die vrijheidshelden van de marrons.'